# Dunkleosteidae
Dunkleosteidae (лат.) — семейство плакодерм из отряда артродир. Существовали на протяжении всего девонского периода. Крупнейшим и самым известным представителем семейства является Dunkleosteus terrelli. Ранее включались в семейство Dinichthyidae, более поздние исследования показали, что их следует выделить в отдельное семейство. Это были хищники, имевшие бронированные головы.

## Классификация
В 2010 году Carr и Hlavin провели кладистический анализ отряда артродир, в результате которого в семейство перенесли следующие вымершие роды.
- Dunkleosteus
- Eastmanosteus
- Golshanichthys
- Hussakofia
- Westralichthys

В дальнейшем к семейству относили роды:
- Heterosteus
- Yinosteus
- Herasmius
- Kiangyousteus
- Xiangshuiosteus

### Альтернативная классификация
По данным сайта Fossilworks, на май 2016 года в Dunkleosteidae включают всего 2 вымерших рода:
- Dunkleosteus Newberry, 1874
- Golshanichthys Lelièvre et al., 1981